# NGC 7717
NGC 7717 (другие обозначения — PGC 71941, MCG -3-60-8) — галактика в созвездии Водолей.
Этот объект входит в число перечисленных в оригинальной редакции «Нового общего каталога».